# Lista över fornlämningar i Gotlands kommun (Sjonhem)
Lista över fornlämningar i Gotlands kommun (Sjonhem) är en förteckning av ett urval av de fornlämningar som finns i Sjonhem i Gotlands kommun.
| Namn          | Lämningstyp                      | Tillkomsttid | Historisk indelning | Plats | Läge                 | ID-nr          | Bild                                      |
| ------------- | -------------------------------- | ------------ | ------------------- | ----- | -------------------- | -------------- | ----------------------------------------- |
| Sjonhem 1:1   | Gravfält                         |              | Sjonhem, Gotland    |       | 57.475619, 18.499165 | 10096300010001 | Ladda upp en bild av detta fornminne      |
| Sjonhem 7:1   | Grav markerad av sten/block      |              | Sjonhem, Gotland    |       | 57.470868, 18.497293 | 10096300070001 | Ladda upp en bild av detta fornminne      |
| Sjonhem 8:1   | Röse                             |              | Sjonhem, Gotland    |       | 57.471989, 18.501060 | 10096300080001 | Ladda upp en bild av detta fornminne      |
| Sjonhem 9:1   | Stenkrets                        |              | Sjonhem, Gotland    |       | 57.472613, 18.501412 | 10096300090001 | Ladda upp en bild av detta fornminne      |
| Sjonhem 12:1  | Husgrund, förhistorisk/medeltida |              | Sjonhem, Gotland    |       | 57.476874, 18.507851 | 10096300120001 | Ladda upp en till bild av detta fornminne |
| Sjonhem 12:2  | Husgrund, förhistorisk/medeltida |              | Sjonhem, Gotland    |       | 57.477172, 18.508572 | 10096300120002 | Ladda upp en bild av detta fornminne      |
| Sjonhem 12:3  | Husgrund, förhistorisk/medeltida |              | Sjonhem, Gotland    |       | 57.477380, 18.507888 | 10096300120003 | Ladda upp en till bild av detta fornminne |
| Sjonhem 12:4  | Husgrund, förhistorisk/medeltida |              | Sjonhem, Gotland    |       | 57.476411, 18.507759 | 10096300120004 | Ladda upp en bild av detta fornminne      |
| Sjonhem 13:1  | Stensättning                     |              | Sjonhem, Gotland    |       | 57.477785, 18.508462 | 10096300130001 | Ladda upp en bild av detta fornminne      |
| Sjonhem 14:1  | Stensättning                     |              | Sjonhem, Gotland    |       | 57.493052, 18.514004 | 10096300140001 | Ladda upp en bild av detta fornminne      |
| Sjonhem 15:1  | Hällristning                     |              | Sjonhem, Gotland    |       | 57.485716, 18.520836 | 11100000001358 | Ladda upp en bild av detta fornminne      |
| Sjonhem 16:1  | Stenkrets                        |              | Sjonhem, Gotland    |       | 57.472448, 18.497182 | 10096300160001 | Ladda upp en bild av detta fornminne      |
| Sjonhem 22:1  | Stensättning                     |              | Sjonhem, Gotland    |       | 57.479296, 18.498871 | 10096300220001 | Ladda upp en bild av detta fornminne      |
| Sjonhem 22:2  | Stensättning                     |              | Sjonhem, Gotland    |       | 57.478970, 18.499442 | 10096300220002 | Ladda upp en bild av detta fornminne      |
| Sjonhem 24:1  | Hög                              |              | Sjonhem, Gotland    |       | 57.483179, 18.512289 | 10096300240001 | Ladda upp en bild av detta fornminne      |
| Sjonhem 25:1  | Stensättning                     |              | Sjonhem, Gotland    |       | 57.482593, 18.512022 | 10096300250001 | Ladda upp en bild av detta fornminne      |
| Sjonhem 25:2  | Stensättning                     |              | Sjonhem, Gotland    |       | 57.482461, 18.512543 | 10096300250002 | Ladda upp en bild av detta fornminne      |
| Sjonhem 28:1  | Stensättning                     |              | Sjonhem, Gotland    |       | 57.482939, 18.509933 | 10096300280001 | Ladda upp en bild av detta fornminne      |
| Sjonhem 33:1  | Husgrund, förhistorisk/medeltida |              | Sjonhem, Gotland    |       | 57.494248, 18.497682 | 10096300330001 | Ladda upp en bild av detta fornminne      |
| Sjonhem 36:1  | Husgrund, förhistorisk/medeltida |              | Sjonhem, Gotland    |       | 57.495541, 18.503300 | 10096300360001 | Ladda upp en bild av detta fornminne      |
| Sjonhem 36:2  | Husgrund, förhistorisk/medeltida |              | Sjonhem, Gotland    |       | 57.495751, 18.502657 | 10096300360002 | Ladda upp en bild av detta fornminne      |
| Sjonhem 36:3  | Husgrund, förhistorisk/medeltida |              | Sjonhem, Gotland    |       | 57.495645, 18.502075 | 10096300360003 | Ladda upp en bild av detta fornminne      |
| Sjonhem 37:1  | Stensättning                     |              | Sjonhem, Gotland    |       | 57.494801, 18.507014 | 10096300370001 | Ladda upp en bild av detta fornminne      |
| Sjonhem 38:1  | Stensättning                     |              | Sjonhem, Gotland    |       | 57.494195, 18.507939 | 10096300380001 | Ladda upp en bild av detta fornminne      |
| Sjonhem 39:1  | Stensättning                     |              | Sjonhem, Gotland    |       | 57.493435, 18.508228 | 10096300390001 | Ladda upp en bild av detta fornminne      |
| Sjonhem 40:1  | Stensättning                     |              | Sjonhem, Gotland    |       | 57.495736, 18.515043 | 10096300400001 | Ladda upp en bild av detta fornminne      |
| Sjonhem 41:1  | Röse                             |              | Sjonhem, Gotland    |       | 57.498393, 18.514796 | 10096300410001 | Ladda upp en bild av detta fornminne      |
| Sjonhem 42:1  | Stensättning                     |              | Sjonhem, Gotland    |       | 57.499322, 18.515005 | 10096300420001 | Ladda upp en bild av detta fornminne      |
| Sjonhem 42:2  | Stensättning                     |              | Sjonhem, Gotland    |       | 57.499490, 18.514752 | 10096300420002 | Ladda upp en bild av detta fornminne      |
| Sjonhem 43:1  | Stensättning                     |              | Sjonhem, Gotland    |       | 57.491231, 18.516114 | 10096300430001 | Ladda upp en bild av detta fornminne      |
| Sjonhem 47:2  | Husgrund, förhistorisk/medeltida |              | Sjonhem, Gotland    |       | 57.477020, 18.528526 | 10096300470002 | Ladda upp en bild av detta fornminne      |
| Sjonhem 48:1  | Husgrund, förhistorisk/medeltida |              | Sjonhem, Gotland    |       | 57.474157, 18.516644 | 10096300480001 | Ladda upp en bild av detta fornminne      |
| Sjonhem 53:1  | Husgrund, förhistorisk/medeltida |              | Sjonhem, Gotland    |       | 57.474638, 18.519980 | 10096300530001 | Ladda upp en bild av detta fornminne      |
| Sjonhem 53:2  | Husgrund, förhistorisk/medeltida |              | Sjonhem, Gotland    |       | 57.474775, 18.519469 | 10096300530002 | Ladda upp en bild av detta fornminne      |
| Sjonhem 54:1  | Husgrund, förhistorisk/medeltida |              | Sjonhem, Gotland    |       | 57.474607, 18.523579 | 10096300540001 | Ladda upp en bild av detta fornminne      |
| Sjonhem 56:1  | Husgrund, förhistorisk/medeltida |              | Sjonhem, Gotland    |       | 57.493463, 18.539405 | 10096300560001 | Ladda upp en bild av detta fornminne      |
| Sjonhem 56:2  | Husgrund, förhistorisk/medeltida |              | Sjonhem, Gotland    |       | 57.493289, 18.538784 | 10096300560002 | Ladda upp en bild av detta fornminne      |
| Sjonhem 56:3  | Stensättning                     |              | Sjonhem, Gotland    |       | 57.493043, 18.539144 | 10096300560003 | Ladda upp en bild av detta fornminne      |
| Sjonhem 57:1  | Stensättning                     |              | Sjonhem, Gotland    |       | 57.487225, 18.518620 | 10096300570001 | Ladda upp en bild av detta fornminne      |
| Sjonhem 60:1  | Gravfält                         |              | Sjonhem, Gotland    |       | 57.489224, 18.531596 | 10096300600001 | Ladda upp en bild av detta fornminne      |
| Sjonhem 61:1  | Stensättning                     |              | Sjonhem, Gotland    |       | 57.486964, 18.532286 | 10096300610001 | Ladda upp en bild av detta fornminne      |
| Sjonhem 61:2  | Stensättning                     |              | Sjonhem, Gotland    |       | 57.486971, 18.532638 | 10096300610002 | Ladda upp en bild av detta fornminne      |
| Sjonhem 62:1  | Stensättning                     |              | Sjonhem, Gotland    |       | 57.491595, 18.519297 | 10096300620001 | Ladda upp en bild av detta fornminne      |
| Sjonhem 63:1  | Stensättning                     |              | Sjonhem, Gotland    |       | 57.488127, 18.524618 | 10096300630001 | Ladda upp en bild av detta fornminne      |
| Sjonhem 63:2  | Stensättning                     |              | Sjonhem, Gotland    |       | 57.488283, 18.524622 | 10096300630002 | Ladda upp en bild av detta fornminne      |
| Sjonhem 64:1  | Stensättning                     |              | Sjonhem, Gotland    |       | 57.488163, 18.525867 | 10096300640001 | Ladda upp en bild av detta fornminne      |
| Sjonhem 65:1  | Stensättning                     |              | Sjonhem, Gotland    |       | 57.490452, 18.523716 | 10096300650001 | Ladda upp en bild av detta fornminne      |
| Sjonhem 65:2  | Stensättning                     |              | Sjonhem, Gotland    |       | 57.490375, 18.523455 | 10096300650002 | Ladda upp en bild av detta fornminne      |
| Sjonhem 66:3  | Hällristning                     |              | Sjonhem, Gotland    |       | 57.484888, 18.518563 | 11100000001359 | Ladda upp en bild av detta fornminne      |
| Sjonhem 67:1  | Husgrund, förhistorisk/medeltida |              | Sjonhem, Gotland    |       | 57.500427, 18.524787 | 10096300670001 | Ladda upp en bild av detta fornminne      |
| Sjonhem 67:2  | Husgrund, förhistorisk/medeltida |              | Sjonhem, Gotland    |       | 57.500811, 18.524769 | 10096300670002 | Ladda upp en bild av detta fornminne      |
| Sjonhem 67:3  | Husgrund, förhistorisk/medeltida |              | Sjonhem, Gotland    |       | 57.500968, 18.524446 | 10096300670003 | Ladda upp en bild av detta fornminne      |
| Sjonhem 67:4  | Husgrund, förhistorisk/medeltida |              | Sjonhem, Gotland    |       | 57.500681, 18.523697 | 10096300670004 | Ladda upp en bild av detta fornminne      |
| Sjonhem 68:1  | Stensättning                     |              | Sjonhem, Gotland    |       | 57.502118, 18.526484 | 10096300680001 | Ladda upp en bild av detta fornminne      |
| Sjonhem 69:1  | Stensättning                     |              | Sjonhem, Gotland    |       | 57.501382, 18.527000 | 10096300690001 | Ladda upp en bild av detta fornminne      |
| Sjonhem 71:1  | Stensättning                     |              | Sjonhem, Gotland    |       | 57.503086, 18.527410 | 10096300710001 | Ladda upp en bild av detta fornminne      |
| Sjonhem 72:1  | Stensättning                     |              | Sjonhem, Gotland    |       | 57.503589, 18.528359 | 10096300720001 | Ladda upp en bild av detta fornminne      |
| Sjonhem 73:1  | Stensättning                     |              | Sjonhem, Gotland    |       | 57.503792, 18.528838 | 10096300730001 | Ladda upp en bild av detta fornminne      |
| Sjonhem 75:1  | Gravfält                         |              | Sjonhem, Gotland    |       | 57.500592, 18.539845 | 10096300750001 | Ladda upp en bild av detta fornminne      |
| Sjonhem 76:1  | Stensättning                     |              | Sjonhem, Gotland    |       | 57.501736, 18.538568 | 10096300760001 | Ladda upp en bild av detta fornminne      |
| Sjonhem 77:1  | Stensättning                     |              | Sjonhem, Gotland    |       | 57.479174, 18.548770 | 10096300770001 | Ladda upp en bild av detta fornminne      |
| Sjonhem 78:1  | Gravfält                         |              | Sjonhem, Gotland    |       | 57.475504, 18.548242 | 10096300780001 | Ladda upp en bild av detta fornminne      |
| Sjonhem 79:1  | Stensättning                     |              | Sjonhem, Gotland    |       | 57.461085, 18.559944 | 10096300790001 | Ladda upp en bild av detta fornminne      |
| Sjonhem 79:2  | Röse                             |              | Sjonhem, Gotland    |       | 57.461218, 18.560202 | 10096300790002 | Ladda upp en bild av detta fornminne      |
| Sjonhem 79:3  | Stensättning                     |              | Sjonhem, Gotland    |       | 57.461288, 18.560045 | 10096300790003 | Ladda upp en bild av detta fornminne      |
| Sjonhem 79:4  | Stensättning                     |              | Sjonhem, Gotland    |       | 57.461097, 18.560373 | 10096300790004 | Ladda upp en bild av detta fornminne      |
| Sjonhem 80:2  | Stensättning                     |              | Sjonhem, Gotland    |       | 57.470631, 18.552894 | 10096300800002 | Ladda upp en bild av detta fornminne      |
| Sjonhem 81:1  | Fornborg                         |              | Sjonhem, Gotland    |       | 57.479480, 18.553653 | 10096300810001 | Ladda upp en till bild av detta fornminne |
| Sjonhem 85:1  | Stensättning                     |              | Sjonhem, Gotland    |       | 57.476737, 18.510305 | 10096300850001 | Ladda upp en bild av detta fornminne      |
| Sjonhem 86:1  | Fornborg                         |              | Sjonhem, Gotland    |       | 57.474868, 18.511179 | 10096300860001 | Ladda upp en bild av detta fornminne      |
| Sjonhem 87:1  | Husgrund, förhistorisk/medeltida |              | Sjonhem, Gotland    |       | 57.495738, 18.539977 | 10096300870001 | Ladda upp en bild av detta fornminne      |
| Sjonhem 92:1  | Bildristning                     |              | Sjonhem, Gotland    |       | 57.485226, 18.519448 | 10096300920001 | Ladda upp en bild av detta fornminne      |
| Sjonhem 94:1  | Husgrund, förhistorisk/medeltida |              | Sjonhem, Gotland    |       | 57.474461, 18.522075 | 10096300940001 | Ladda upp en bild av detta fornminne      |
| Sjonhem 94:2  | Husgrund, förhistorisk/medeltida |              | Sjonhem, Gotland    |       | 57.474334, 18.521805 | 10096300940002 | Ladda upp en bild av detta fornminne      |
| Sjonhem 103:1 | Stensättning                     |              | Sjonhem, Gotland    |       | 57.467830, 18.581545 | 10096301030001 | Ladda upp en bild av detta fornminne      |
| Sjonhem 104:1 | Stensättning                     |              | Sjonhem, Gotland    |       | 57.465150, 18.571675 | 10096301040001 | Ladda upp en bild av detta fornminne      |
| Sjonhem 105:1 | Gravfält                         |              | Sjonhem, Gotland    |       | 57.469637, 18.558895 | 10096301050001 | Ladda upp en bild av detta fornminne      |
| Ganthem 9:1   | Husgrund, förhistorisk/medeltida |              | Sjonhem, Gotland    |       | 57.507471, 18.564479 | 10092200090001 | Ladda upp en bild av detta fornminne      |
| Ganthem 9:2   | Husgrund, förhistorisk/medeltida |              | Sjonhem, Gotland    |       | 57.507379, 18.565034 | 10092200090002 | Ladda upp en bild av detta fornminne      |
| Ganthem 9:3   | Husgrund, förhistorisk/medeltida |              | Sjonhem, Gotland    |       | 57.507560, 18.565112 | 10092200090003 | Ladda upp en bild av detta fornminne      |